# Карамурт
Карамурт (каз. Қарамұрт) — село в Сайрамском районе Туркестанской области Казахстана.
Расположено между рек Сайрам-Су и Аксу, в 25 км восточнее Шымкента.

## Климат
Климат Карамурта умеренно континентальный, но количество осадков, в сравнении с низменными полупустынными и пустынными областями, вследствие близости гор здесь довольно значительно. Морозы обычно весьма непродолжительны, но при прояснениях температура иногда снижается до минус 20 °C и ниже, летом температура нередко достигает 35—40 °C в тени. Минимальная температура минус 29,5 °C (20 декабря 1930 года), максимальная +44,5 градусов (30 июля 1983 года).
- Среднегодовая температура — +14,1 °C
- Среднегодовая скорость ветра — 1,7 м/с
- Среднегодовая влажность воздуха — 57 %

## Экономика
Экономика преимущественно аграрная. Выращиваются пшеница, помидоры, сафлор красильный, подсолнечник, яблоки и другие культуры. Некоторые частные хозяйства занимаются скотоводством. До распада СССР все участки входили в состав колхоза имени Кирова. После распада СССР, впоследствии перехода Казахстана на рыночные отношения, почти вся инфраструктура хозяйства была разрушена, снесены и разгромлены скотоферма, гараж и другие объекты, консервный завод не функционирует, мельница продана иностранцам, разрушены оросительные каналы, сады. В данный момент существуют несколько хозяйств мелкого масштаба (Крестьянское (фермерское) хозяйство) и частные землевладельцы. 
В местности Сонок действует завод ТОО «Ныгмет Лтд.» по изготовлению щебня, который в качестве сырья использует местные залежи камней. Щебень используется в строительстве автомагистрали "Западная Европа - Западный Китай".  В будущем планируется на месте образования карьера соорудить искусственное водохранилище. В 2019 году запущен тепличный комплекс, где производится помидоры и огурцы объёмом 3500 тонн в год.
Также действуют цеха по производству сыра и древесного угля.
Та
Также в Карамурте есть образовательные центры, который обеспечивают сельских граждан качественными образованиями.

## Спорт
В Карамурте есть 2 спорткомплекса, которые имеют футбольный манеж и тренажёрные залы.

## Здравоохранение
Также действуют:
- Сельская больница СВА «Карамурт» на 100 мест.
- Спортивный клуб каратэ и кикбоксинга.
- Детский сад «Бобек-1», детский сад «Балдаурен», детский сад «Мехри Апа».

Детский сад «Рахатай ана».

## Галерея
| - Сада - местная достопремечательность - Поля Карамурта - Зеленая долина - Цветочная клумба |